# Блуминг-Прери (город, Миннесота)
Блуминг-Прери (англ. Blooming Prairie) — город в округах Стил и Додж, штат Миннесота, США. На площади 3,5 км² (3,5 км² — суша, водоёмов нет), согласно переписи 2002 года, проживают 1933 человека. Плотность населения составляет 551,5 чел./км².
- Телефонный код города — 507
- Почтовый индекс — 55917
- FIPS-код города — 27-06580[2]
- GNIS-идентификатор — 0640277[3]